# Triptycen
Triptycen gehört zur Klasse der aromatischen Kohlenwasserstoffe, deren Grundgerüst aus dem Barrelen besteht. Es ist das formale Produkt einer Diels-Alder-Reaktion von Anthracen mit 1,2-Didehydrobenzol, einem Arin. Die Verbindung besitzt eine Schaufelrad-Konfiguration mit D3h-Symmetrie. Das Kohlenwasserstoffgerüst ist äußerst rigide, so dass Triptycen und Triptycen-Derivate, wie beispielsweise Triptycenchinon, in organischen Verbindungen als molekulares Gerüst in der Synthese bestimmter molekularer Motoren eingesetzt oder als spezielle Ligandensysteme für zum Beispiel Hydrocyanierungsreaktionen eingesetzt werden können.

## Geschichte
Paul D. Bartlett und Mitarbeiter publizierten die Synthese 1942 und benannten sie nach „The triptych of antiquity“, übersetzt „Das Triptychon der Antike“, einem Buch bestehend aus drei an einer Achse zusammen befestigten Seiten.

## Gewinnung und Darstellung
Die ursprüngliche Synthese des Triptycens verlief über sieben Stufen, beginnend mit Anthracen und p-Benzochinon.
Im Labor lässt sich Triptycen aus Anthracen und Anthranilsäure herstellen. Dabei wird mittels Amylnitrit und Anthranilsäure das reaktive und kurzlebige Benzyn hergestellt, welches in situ mit Anthracen nach einer Diels-Alder-Reaktion am zentralen Benzolring des Anthracens zum Triptycen reagiert.